# Fouras
Fouras, ufficialmente Fouras-les-Bains, è un comune francese situato nel dipartimento della Charente Marittima nella regione della Nuova Aquitania.

Vi abitò lungamente e vi morì il pittore Charles Amable Lenoir (1860 - 1926 ? )

## Società

### Evoluzione demografica
Abitanti censiti